# Caffrowithius aequatorialis
Caffrowithius aequatorialis är en spindeldjursart som beskrevs av Lodovico di Caporiacco 1939. Caffrowithius aequatorialis ingår i släktet Caffrowithius och familjen blindklokrypare. Inga underarter finns listade.